# Старк, Уильям
Уильям Эдвин Старк (William Edwin Starke) (1814 — 17 сентября 1862) — американский предприниматель и бригадный генерал армии Конфедерации в годы Гражданской войны. Командовал «дивизией Каменной Стены» во Втором Сражении при Бул-Ране, был убит в сражении при Энтитеме, пытаясь остановить наступление «железной бригады» генерала Гиббона.

## Ранние годы
Старк родился в округе Брунсвик, штат Вирджиния. Его младший брат Питер Барвелл Старк тоже стал генералом армии Конфедерации и политиком в Миссисипи. Перед войной братья занимались торговлей. В 1840 году Уильям переехал на юг и стал торговать хлопком в Мобиле (Алабама) и Новом Орлеане. В 1858 году он арендовал у государства теплоход «Texas Ranger» для транспортировки хлопка.
Старк был женат на Луизе Грей Хайкс, дочери известного в Брунсвике бизнесмена. В Мелрозе (Алабама) у них родилась дочь Салли.

## Гражданская война
Старке не имел военного образования, но, когда в начале 1861 года началась гражданская война, он вступил в армию Конфедерации и в июне того годы был зачислен подполковником в 53-й Вирджинский пехотный полк. Он некоторое время был адъютантом генерала Роберта Гарнетта, но лишился этой должности после гибели Гарнетта в сражении при Коррикс-Форд. Полковник Уильям Тальяферро отметил спокойствие и рассудительность, проявленную Старком в том сражении. В августе 1861 он недолго служил при штабе генерала Ли.
В конце 1861 года он был повышен до полковника и стал командовать 60-м Вирджинским пехотным полком. В 1862 году полк принимал участие в Кампании на Полуострове. В Сражении при Севен-Пайнс погиб его сын. 26 июня 1862 года Старк был ранен в Семидневной Битве, однако через три дня вернулся в строй.
За отвагу в том бою он был несколько позже, 6 августа 1862 года, повышен до бригадного генерала и стал командовать Второй Луизианской Бригадой. На тот момент она насчитывала 5 полков и один батальон:
- 1-й Луизианский пехотный полк:
- 2-й Луизианский пехотный полк: полк. Джессе Уильямс
- 9-й Луизианский пехотный полк: полк. Лерой Стаффорд
- 10-й Луизианский пехотный полк: полк. Уильям Спенсер
- 15-й Луизианский пехотный полк: полк. Уильям Пендлетон
- 1-й Луизианский батальон Коппенса: майор Джлодж Коппенс

С этой бригадой он участвовал во Втором Сражении при Булл-Ран в составе дивизии Тальяферро (так наз. «Дивизия Каменной Стены»). Генерал Тальяферро был ранен в первый день сражения, и Старк принял командование на последующие два дня. Именно он командовал дивизией (бригады Бейлора, Джонсона, Тальяферро и его собственная) 30 августа, когда федеральная армия провела решающую атаку силами корпуса генерала Портера. Дивизия Старка смогла остановить атаку и даже перешла в контрнаступление, но федералы подтянули резервы и остановили людей Старка. В целом можно сказать, что на «дивизию каменной станы» пришлась основная нагрузка в том сражении.
Полковник Бредли Джонсон (командовавший вирджинской бригадой под началом Старка) впоследствии писал:
Та отчаянная штыковая атака, в которую он повел свою бригаду в самый огонь в пятницу, командуя всей дивизией, проявленное им мужество, спокойствие и рассудительность, которые он показал в том бою, все это делает его выдающимся человеком, и я сожалею о его ранней гибели и считаю это большой потерей для армии и для всего нашего дела.

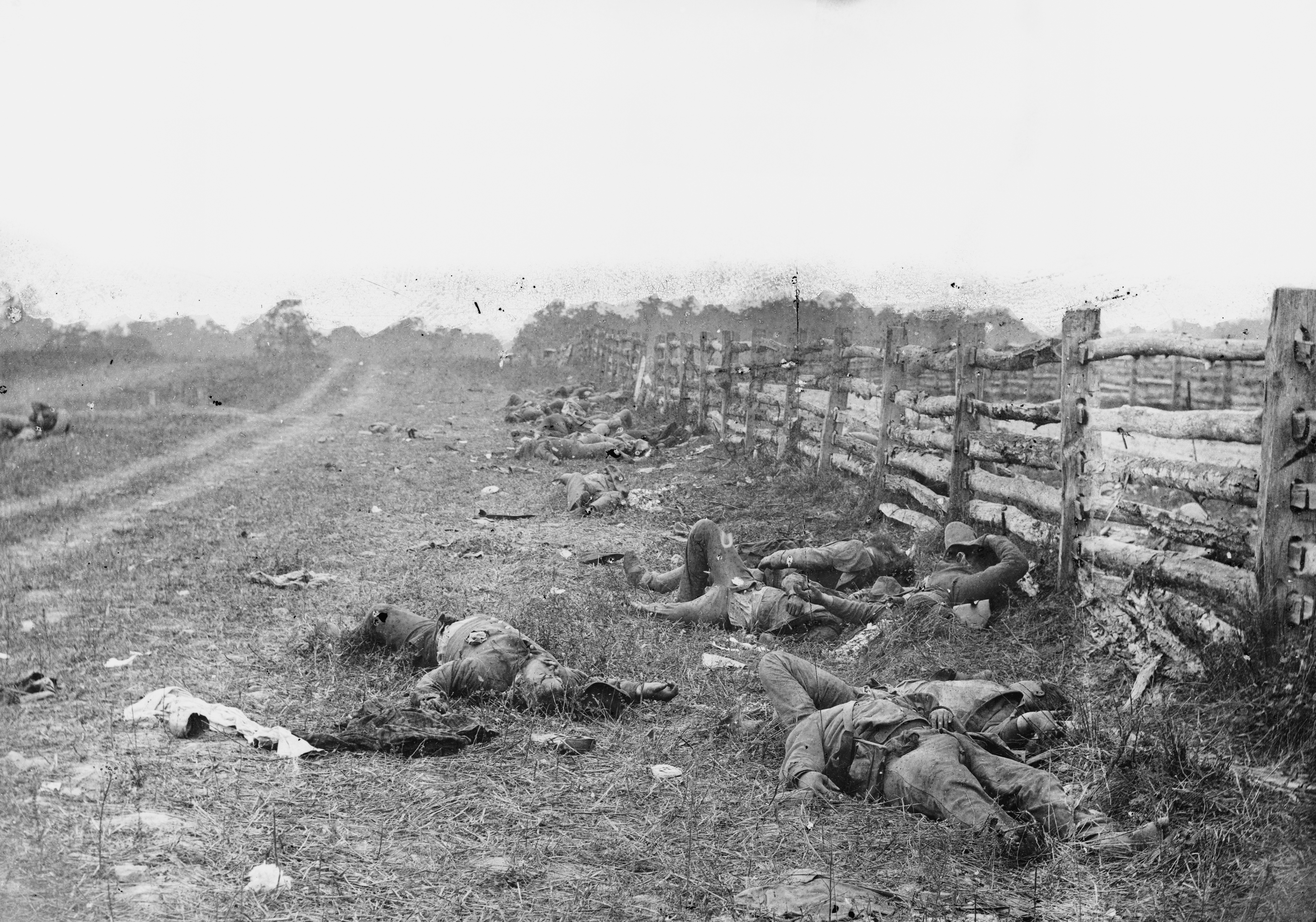
Луизианцы бригады Старка после боя у Данкер Черч.

Старк продолжал командовать дивизией ещё некоторое время после сражения, и именно в этой должности он участвовал 1 сентября в сражении при Шантильи. Дивизия состояла из четырех бригад: «бригады каменной стены», бригады Брэдли Джонсона, бригады Тальяферро и собственной бригады Старка. Дивизия шла в авангарде сил, посланных Джексоном в обход федеральной армии, но в самом сражении дивизия занимала крайний левый фланг, где не велось серьёзных боевых действий.
После сражения командование дивизией принял Джон Джонс, а Старк вернулся к командованию бригадой.
В середине сентября, во время Мэрилендской кампании, бригада Старка участвовала в осаде Харперс-Ферри, после чего была переброшена под Шарпсберг, где 16 сентября приняла участие в сражении при Энтитеме. На тот момент бригада состояла из пяти полков:
- 1-й луизианский: подп. Майкл Нолан
- 2-й луизианский: полк. Джессе Уильямс
- 9-й луизианский: полк. Лерой Стаффорд
- 10-й луизианский: кап. Генри Монье
- 15-й луизианский: полк. Эдмунд Пендлетон
- батальон «Зуавы Коппенса» кап. Альфред Коппенс

В начале сражения дивизионный командир Джонс выбыл из строя и сдал командование дивизией Старку.

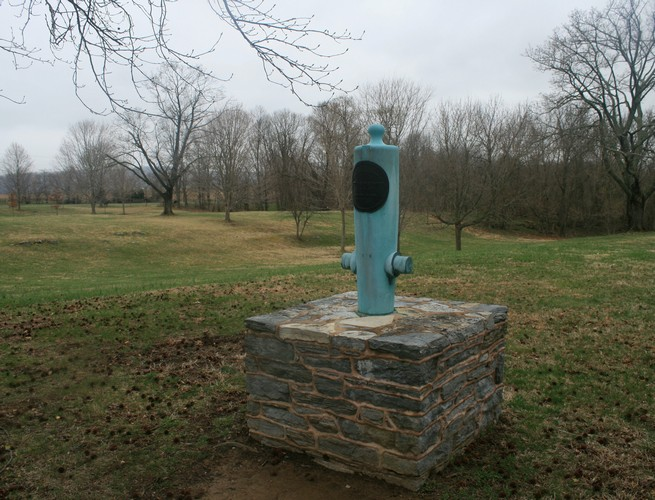
Мемориал на месте гибели Старка.

17 сентября его бригада (1150 человек) была брошена в бой против наступающей «Железной бригады» федерального генерала Джона Гиббона, но северянам удалось остановить эту атаку. Старк получил три пулевые ранения и умер через час. Он стал одним из шести генералов, погибших под Энтитемом.
Его тело было захоронено на кладбище Голливуд в Ричмонде (Вирджиния), рядом с могилой его сына.